# William Ernest Castle
William Ernest Castle (IPA: /wɪljəm ˈɜrnəst ˈkæsəl/) là một trong những nhà di truyền học đầu tiên của Hoa Kỳ, được đời sau nhắc đến vì là người tiên phong trong lĩnh vực di truyền học động vật và các thành tựu đạt được trong lĩnh vực này. Ông còn được nhắc tới vì là người có công lao đào tạo nhà sinh học tiến hoá nổi tiếng Sewall Wright. Ông sinh ngày 25 tháng 10 năm 1867, mất ngày 3 tháng 6 năm 1962, , , 

## Tiểu sử và sự nghiệp
William E. Castle sinh ngày 25 tháng 10 năm 1867, tại một trang trại ở Alexandria thuộc tiểu bang Ohio. Hồi niên thiếu đã rất quan tâm đến lịch sử tự nhiên.
Ông tốt nghiệp đại học năm 1889 tại trường đại học Denison ở Granville thuộc Ohio. Sau đó, ông trở thành giảng viên dạy tiếng La tinh tại trường đại học Ottawa ở Ottawa thuộc Kansas, nhưng vẫn đam mê giới tự nhiên. Ở đây, ông đã cho xuất bản bài báo đầu tiên về các loài thực vật có hoa trong vùng. Sau ba năm giảng dạy tiếng Latinh, ông chuyển hẳn sang nghiên cứu sinh học.
Vào năm 1892, Castle theo học lớp trên đại học ở trường Đại học Harvard và năm 1893 được cấp bằng danh dự, rồi được bổ nhiệm làm trợ lý phòng thí nghiệm động vật học. Năm 1895 ông có bằng tiến sĩ và giảng dạy động vật học tại trường đại học Wisconsin (Madison) và cả tại trường đại học Knox ở Galesburg (Illinois) thay đổi nhau.
Năm 1897, Castle trở lại Harvard, tập trung vào phôi học, nhưng chỉ sau đó ít lâu, khi các quy luật Mendel được phát hiện lại (năm 1900) và cũng là lúc di truyền học chính thức ra đời, thì ông đã chuyển sang nghiên cứu di truyền học thú, đối tượng chủ yếu là chuột lang Ghi-nê (chuột lang nhà). Chính tại Đại học Harvard, nhà nghiên cứu Côn trùng học Charles W. Woodworth đã khuyên ông sử dụng ruồi giấm Drosophila trong nghiên cứu di truyền thay cho chuột lang. Do đó, Castle là người đầu tiên sử dụng ruồi giấm Drosophila melanogaster làm sinh vật mô hình. Chính công việc này của ông đã truyền cảm hứng cho Thomas Hunt Morgan (giải Nobel năm 1933), khi Morgan bị từ chối cấp kinh phí nghiên cứu cho nghiên cứu của mình trên chuột và thỏ hồi đó bị coi là lãng phí.
Năm 1908 Castle chuyển sang công tác tại Viện nghiên cứ Bussey (Bussey Institution) về Sinh học ứng dụng. Ở đây, ông đã đào tạo được nhiều sinh viên, mà nghiên cứu sinh nổi tiếng nhất của ông là Sewall Wright (tốt nghiệp năm 1915). Trong thời gian công tác ở Viện, ông còn là thành viên của ban cố vấn khoa học cho Chính phủ (năm 1916) và là một trong 10 người sáng lập tạp chí khoa học Di truyền học Hoa kỳ.
Castle đã nghỉ hưu vào năm 1936 khi Viện nghiên cứu Bussey ngừng hoạt động, nhưng vẫn đảm nhận một vị trí tại trường đại học California về nghiên cứu về di truyền học động vật có vú. Ông làm việc liên tục cho đến cuối đời: 242 bài báo cuối cùng của ông được xuất bản vào năm 1961 khi ông ở tuổi 91.
Ông mất ngày 3 tháng 6 năm 1962 tại Berkeley thuộc California, thọ 95 tuổi.

## Gia đình
Năm 1896, Castle kết hôn với Clara Sears Bosworth và họ có ba người con trai. Một trong số họ chết khi còn là thiếu niên. Hai người kia là William B. Castle (Y khoa) và Edward Castle (Sinh lý học thực vật) đều trở thành giáo sư đại học., , 

## Vinh danh
- Năm 1915 ông được bầu làm Viện sỹ Viện Hàn lâm Khoa học Quốc gia Hoa Kỳ.
- Năm 1955, ông là người đầu tiên được trao Giải thưởng di truyền học Kimber của Viện Hàn lâm Khoa học Quốc gia Hoa Kỳ, sau đó là Sewall Wright (1956) và cuối cùng là Barbara McClintock (1967).[10], [11]